# Stortjärnen (Björna socken, Ångermanland, 708234-163445)
Stortjärnen är en sjö i Örnsköldsviks kommun i Ångermanland och ingår i Gideälvens huvudavrinningsområde. Sjön har en area på 0,0674 kvadratkilometer och ligger 299 meter över havet.

## Delavrinningsområde
Stortjärnen ingår i det delavrinningsområde (708310-163235) som SMHI kallar för Ovan None. Medelhöjden är 261 meter över havet och ytan är 27,81 kvadratkilometer. Räknas de 150 avrinningsområdena uppströms in blir den ackumulerade arean 1 631,84 kvadratkilometer. Avrinningsområdets utflöde Gideälven mynnar i havet. Avrinningsområdet består mestadels av skog (67 procent) och sankmarker (14 procent). Avrinningsområdet har 0,38 kvadratkilometer vattenytor vilket ger det en sjöprocent på 1,4 procent.